# Čertova veža
Čertova veža ( polsky Ponad Kocioł Turnia německy Kesselturm maďarsky Katlantorony je markantní trojzubá elevace v jihovýchodním rameni Kotlového štítu, mezi Lavinovou lávkou (Kotlovým štítem) a Sedielkom nad Kotlom (Zadným Čertovým zubom) ve Vysokých Tatrách. 

## Název
Polský název je odvozen od Gerlachovského kotle, nad kterým se tyčí. Slovenský název dlouho neměla. V části slovenské horolezecké literatury se vzpomíná jako část Čertovho chrbta, tj. skupiny Čertovy veže s Čertovými zuby i s Kvetnicovou veží. V jiné horolezecké literatuře figuruje Čertova věž pod označením severozápadní Čertov chrbát a Čertovy zuby jihovýchodní Čertov chrbát. Názvy pocházejí evidentně od horolezců. Název Čertov pravděpodobně pochází od hledačů pokladů, kteří věřili, že poklady hlídají nadpřirozené bytosti, kromě jiných čerti. 

## Prvovýstupy
- Artur Maurer s druhem v létě kolem roku 1911
- L. Vodháněl se spolulezce 22. května 1950 v zimních podmínkách.